# George Swinton
Pour les articles homonymes, voir Swinton.
George Sitwell Campbell Swinton, né le 10 mai 1859 et mort le 17 janvier 1937, est un politicien écossais de longue date et officier d'armes.

## Biographie
George Swinton naît au 7 Darnaway dans le Moray Estate à l'ouest d'Édimbourg. Il est le deuxième fils d' Archibald Campbell Swinton de Kimmerghame, Berwickshire, et de Georgiana Caroline Sitwell, fille de Sir George Sitwell, 2e baronnet de Renishaw. En 1895, il épouse Elizabeth Ebsworth OBE, fille d'E.H. Ebsworth de Gattonside. Le couple a eu un fils et deux filles. Elizabeth était une chanteuse accomplie et s'est produite professionnellement plus tard dans la vie.
Il a étudié l'art sous la direction du professeur Herkomer et d'autres maîtres.
Swinton a été nommé sous-lieutenant dans l'artillerie Haddington, Berwick, Linlithgow et Peebles le 7 février 1877  (commission de laquelle il a démissionné le 11 mai 1878 ), publiée au journal officiel du 71st (Highland) Regiment of Foot en mai. 1878 , promu lieutenant le 23 janvier 1881, puis capitaine le 11 septembre 1888, et retiré en 1893. Il était aide de camp supplémentaire du marquis de Lansdowne quand celui-ci était vice-roi de l'Inde de 1888 à 1894. En janvier 1900, il est nommé capitaine d'état-major temporaire au quartier général de l'armée.
Swinton a également été le candidat conservateur défait pour Paisley en 1900. Il était membre du London County Council représentant Holborn de 1901 à 1907 et Dulwich de 1922 à 1928. Il a été président du Comité des parcs et espaces ouverts en 1904–1905 et whip en chef du Parti réformiste municipal (le groupe conservateur au Conseil) de 1903 à 1912. Il était échevin de 1907 à 1912 et de 1920 à 1922. Il est devenu président du conseil du comté de Londres en 1912, mais a démissionné en acceptant le poste de président du comité d'urbanisme de la nouvelle ville impériale de Delhi. Il a été attaché par le Colonial Office aux représentants des dominions d'outre-mer participant aux conférences impériales en 1917 et 1918; préfiguré, en août 1917, le Scottish National War Memorial dans le château d'Édimbourg ; Secrétaire honoraire du Scottish National War Memorial Committee, 1918.
Swinton a été nommé sous-lieutenant du comté de Londres en 1926. Il a été nommé commandant de l'Ordre de l'Empire britannique (CBE) en janvier 1928.
Il a également été March Pursuivant of Arms Extraordinary . Il a été Albany Herald of Arms in Ordinary de 1923 à 1926 et a servi Lord Lyon King of Arms et secrétaire de l'Ordre du Chardon de 1927  jusqu'en 1929.
Il est le grand-père du major-général Sir John Swinton et l'arrière-grand-père de l'actrice Tilda Swinton.

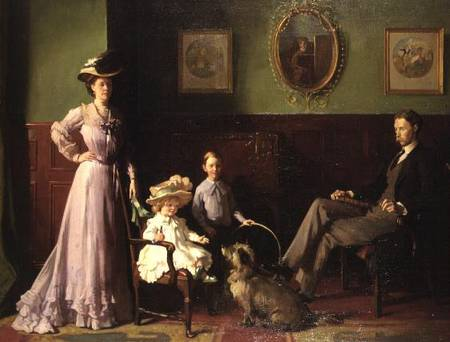
La famille de George Swinton par William Orpen.
La réalisation héraldique de l'Office du Lord Lyon King of Arms.
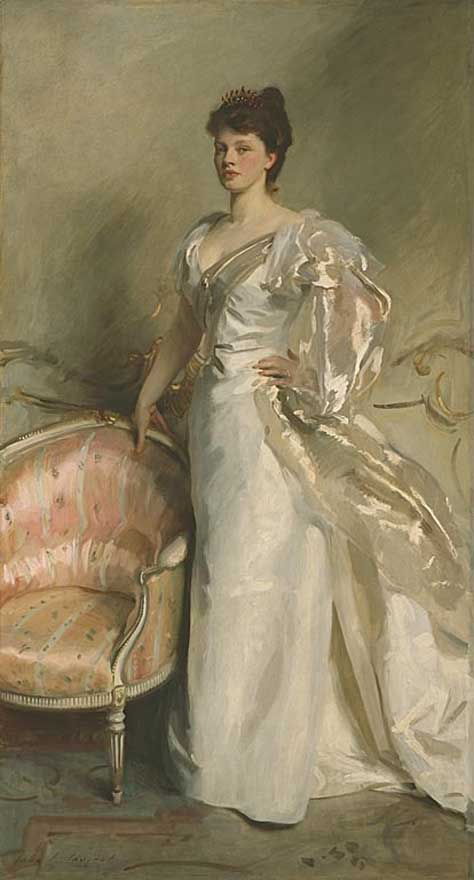
Mrs George Swinton (née Elizabeth Elsie Ebsworth), John Singer Sargent, 1897.
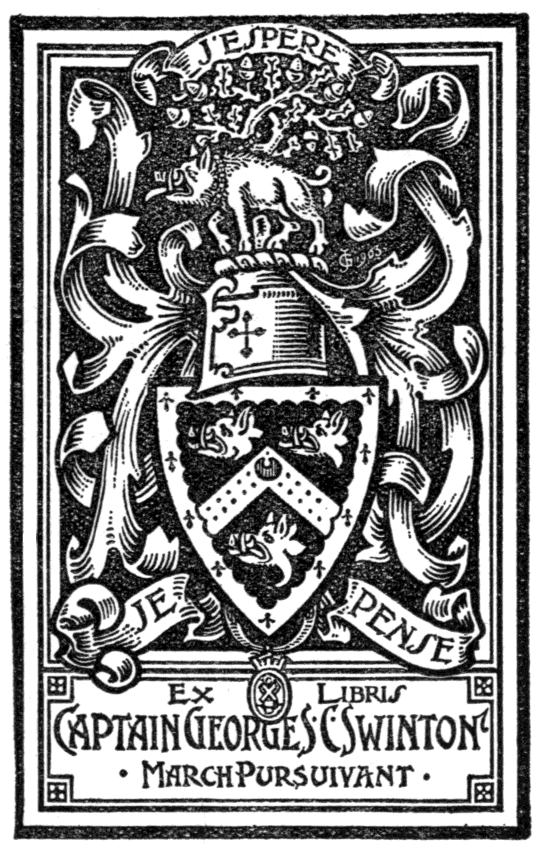
Ex-libris aux armes de George Swinton.

## Publications
A Garden Road ; Développement ; Londres : son trafic, son amélioration et Charing Cross Bridge ; plusieurs articles sur des sujets sociaux, les problèmes de circulation et l'amélioration de Londres.

## Armoiries
| Blason | Blasonnement : Sable, sur chevron d'or et croissant de gueule, entre trois têtes de sangliers d'argent effacés avec bordure d'hermine gravée. |